# Bojana Stamenov
Bojana Stamenov (serbisch-kyrillisch Бојана Стаменов; * 24. Juni 1986 in Belgrad) ist eine serbische Sängerin. Sie hat Serbien beim Eurovision Song Contest 2015 in Wien mit ihrem Lied Beauty Never Lies vertreten. Mit diesem Titel belegte sie Platz zehn.

## Karriere
Schon von klein an begann Bojana mit dem Singen, da sie immer sehr nervös war, wenn sie nur ihr Instrument spielen musste. Sie hat einen Mittelschulabschluss in Flöte, Gitarre und Singen. 2012 machte sie bei der serbischen Version vom Supertalent Ja imam talenat teil und wurde dort vierte. Sie wird auch als die serbische Aretha Franklin oder Adele bezeichnet.

### Eurovision Song Contest 2015
Bojana wurde Anfang 2015 von Vladimir Graić eingeladen, am serbischen Vorentscheid Odbrojavanje za Beč zum Eurovision Song Contest 2015 teilzunehmen. Graić komponierte dabei drei Songs für drei verschiedene Sänger. Am 15. Februar gewann sie den Wettbewerb mit insgesamt 6 Punkten, was dem Maximum an möglichen Punkten entspricht. Sie trat für Serbien mit Beauty Never Lies im ersten Halbfinale an, wo sie sich auch für das Finale qualifizierte. Begleitet wurde sie von vier Backgroundsängern. Im Finale erreichte sie den 10. Platz mit 53 Punkten.

## Diskografie
Singles
- 2015: Beauty Never Lies